# 대만총독부 경찰
대만총독부 경찰(일본어: 台湾総督府警察 타이완소토쿠후케사쓰[*])은 대만일치시기를 통치하던 대만총독부가 설치한 경찰이다. 일본 제국의 대만 통치 시대의 행정 구역은 자주 변경되었으며, 경찰 제도도 자주 변경되어 왔다. 1945년 8월의 종전으로 인해 대만총독부는 해체되고, 대만총독부 경찰은 중화민국 경찰에 인계되었다.